# Nogometna zona Varaždin – Čakovec – Krapina 1979./80.
Nogometna zona Varaždin – Čakovec – Krapina, odnosno Zonska liga Varaždin – Čakovec – Krapina za sezonu 1979./80. je bila liga 5. stupnja Nogometnog prvenstva Jugoslavije. 
 Sudjelovalo je 14 klubova, a prvak je bio "Omladinac" iz Novog Sela Rok. 

## Ljestvica
| mj. | klub                            | ut. | pob. | ner. | por. | gol+ | gol- | bod |
| --- | ------------------------------- | --- | ---- | ---- | ---- | ---- | ---- | --- |
| 1.  | Omladinac Novo Selo Rok         | 26  | 18   | 5    | 3    | 72   | 28   | 41  |
| 2.  | Trnje Trnovec                   | 26  | 17   | 3    | 6    | 58   | 35   | 37  |
| 3.  | Udarnik Kućan Gornji            | 26  | 12   | 8    | 6    | 52   | 36   | 32  |
| 4.  | Dinamo Palovec                  | 26  | 12   | 5    | 9    | 39   | 49   | 29  |
| 5.  | Ivančica Zlatar Bistrica        | 26  | 10   | 7    | 9    | 48   | 50   | 27  |
| 6.  | Vatrogasac Brezova              | 26  | 11   | 4    | 11   | 47   | 41   | 26  |
| 7.  | Partizan Strahoninec            | 26  | 7    | 12   | 7    | 42   | 37   | 26  |
| 8.  | Sloboda Varaždin                | 26  | 10   | 5    | 11   | 46   | 45   | 25  |
| 9.  | Crvena zvijezda Sračinec        | 26  | 9    | 7    | 10   | 35   | 42   | 25  |
| 10. | Metalac Ladanje (Donje Ladanje) | 26  | 10   | 4    | 12   | 54   | 52   | 24  |
| 11. | Borac Nedelišće                 | 26  | 9    | 6    | 11   | 47   | 47   | 24  |
| 12. | Ivančica Ivanec                 | 26  | 8    | 5    | 13   | 36   | 46   | 21  |
| 13. | Bratstvo Savska Ves             | 26  | 7    | 5    | 14   | 38   | 54   | 19  |
| 14. | Staklar Straža Hum na Sutli     | 26  | 3    | 2    | 21   | 29   | 82   | 8   |

## Rezultatska križaljka
| kratica | klub                            | BOR | BRA | CRZ | DIN | IVI | IVZB | MET | OML | PAR | SLO | STS | TRNJ | UDA | VAT |
| --- | ------------------------------- | --- | --- | --- | --- | --- | ---- | --- | --- | --- | --- | --- | ---- | --- | --- |
| BOR | Borac Nedelišće                 |     |     |     |     |     |      |     |     |     |     |     |      |     |     |
| BRA | Bratstvo Savska Ves             |     |     |     |     |     |      |     |     |     |     |     |      |     |     |
| CRZ | Crvena zvijezda Sračinec        |     |     |     |     |     |      |     |     |     |     |     |      |     |     |
| DIN | Dinamo Palovec                  |     |     |     |     |     |      |     |     |     |     |     |      |     |     |
| IVI | Ivančica Ivanec                 |     |     |     |     |     |      |     |     |     |     |     |      |     |     |
| IVZB | Ivančica Zlatar Bistrica        |     |     |     |     |     |      |     |     |     |     |     |      |     |     |
| MET | Metalac Ladanje (Donje Ladanje) |     |     |     |     |     |      |     |     |     |     |     |      |     |     |
| OML | Omladinac Novo Selo Rok         |     |     |     |     |     |      |     |     |     |     |     |      |     |     |
| PAR | Partizan Strahoninec            |     |     |     |     |     |      |     |     |     |     |     |      |     |     |
| SLO | Sloboda Varaždin                |     |     |     |     |     |      |     |     |     |     |     |      |     |     |
| STS | Staklar Straža Hum na Sutli     |     |     |     |     |     |      |     |     |     |     |     |      |     |     |
| TRNJ | Trnje Trnovec                   |     |     |     |     |     |      |     |     |     |     |     |      |     |     |
| UDA | Udarnik Kućan Gornji            |     |     |     |     |     |      |     |     |     |     |     |      |     |     |
| VAT | Vatrogasac Brezova              |     |     |     |     |     |      |     |     |     |     |     |      |     |     |
| |                                 |     |     |     |     |     |      |     |     |     |     |     |      |     |     |
| podebljan rezultat - utakmice od 1. do 13. kola (1. utakmica između klubova) rezultat normalne debljine - utakmice od 14. do 26. kola (2. utakmica između klubova) rezultat nakošen - nije vidljiv redoslijed odigravanja međusobnih utakmica iz dostupnih izvora rezultat smanjen * - iz dostupnih izvora nije uočljiv domaćin susreta prekrižen rezultat - poništena ili brisana utakmica p - utakmica prekinuta 3:0 p.f. / 0:3 p.f. - rezultat 3:0 bez borbe |                                 |     |     |     |     |     |      |     |     |     |     |     |      |     |     |

 Izvori: